# Walt Conti
Walter „Walt“ Conti (* 14. April 1959) Filmtechniker, der sich auf visuelle Effekte spezialisiert hat.

## Leben
Conti studierte über Phi Beta Kappa an der Stanford University Engineering mit Schwerpunkt auf Design und schloss mit einem Master of Science ab. Danach war er an der Entwicklung und der Gestaltung von Konsumgütern und medizinischen Geräten beteiligt.
Conti ist Gründer und CEO der Firma  Edge Innovations.
Sein bisher größter Erfolg war der Katastrophenfilm  Der Sturm von Regisseur Wolfgang Petersen, mit dem er mit seinen Kollegen Stefen Fangmeier, John Frazier, Habib Zargarpour und Tim Alexander den BAFTA Award erhielt und für den Oscar nominiert war, und zwar jeweils in der Kategorie Beste visuelle Effekte.

## Filmografie (Auswahl)
Visuelle Effekte
- 1986: Star Trek IV: Zurück in die Gegenwart (Star Trek IV: The Voyage Home)
- 1987: Die Reise ins Ich (Innerspace)
- 1989: Abyss – Abgrund des Todes (The Abyss)
- 1994: SeaQuest DSV (1 Folge)
- 1996: Flipper
- 2004: Die Tiefseetaucher (The Life Aquatic with Steve Zissou)

Spezialeffekte
- 1993: Free Willy – Ruf der Freiheit (Free Willy)
- 1994: Maverick – Den Colt am Gürtel, ein As im Ärmel (Maverick)
- 1995: Free Willy 2 – Freiheit in Gefahr (Free Willy 2: The Adventure Home)
- 1996: White Squall – Reißende Strömung (White Squall)
- 1997: Zeus & Roxanne – Eine tierische Freundschaft (Zeus and Roxanne)
- 1997: Anaconda
- 1997: Free Willy 3 – Die Rettung (Free Willy 3: The Rescue)
- 1999: Deep Blue Sea
- 2000: Der Sturm (The Perfect Storm)
- 2000: Cast Away – Verschollen (Cast Away)
- 2002: Austin Powers in Goldständer (Austin Powers in Goldmember)
- 2006: Zum Ausziehen verführt (Failure to Launch)
- 2011: Shark Night 3D

## Auszeichnungen
- 2001: BAFTA Award: Auszeichnung in der Kategorie Beste visuelle Effekte für Der Sturm
- 2001: Oscar: Nominierung in der Kategorie Beste visuelle Effekte für Der Sturm